# Bostra similis
Bostra similis är en insektsart som beskrevs av Ludwig Redtenbacher 1908. Bostra similis ingår i släktet Bostra och familjen Diapheromeridae. Inga underarter finns listade.